# علوم صوری
علوم صوری شاخه‌ای از علوم هستند که با سیستم‌های رسمی همچون منطق، ریاضی، نظریه سیستم‌ها، علوم رایانه، نظریه اطلاعات، نظریه تصمیم، آمار و بعضی جنبه‌های زبان‌شناسی درگیر است.
برخلاف سایر علوم، علوم صوری درگیر اثبات نظریه‌ها بر اساس مشاهدات دنیای واقعی نیستند بلکه با خصوصیات سیستم‌های رسمی بر اساس تعریف و قوانین درگیرند. البته روش‌های علوم صوری در ساختن و آزمون مدل‌های علمی درگیر با وقایع قابل مشاهده به کاربرده می‌شوند.